# Serrat de la Fita
El Serrat de la Fita és una serra situada al municipi de Soriguera a la comarca del Pallars Sobirà, amb una elevació màxima de 1.750 metres.